# Quintero (Chile)
Quintero ist eine Stadt und Kommune in der Provinz Valparaíso in der Región de Valparaíso in Chile. Bei der Volkszählung im Jahr 2017 hatte sie 31.923 Einwohner. Die Gemeinde erstreckt sich über eine Fläche von 147,5 km².

## Geschichte
Der Name der Stadt stammt von Alonso Quintero, dem spanischen Seefahrer, der die Bucht 1536 entdeckte, als er mit dem Schiff Santiaguillo ankam.
In den frühen Jahren des 21. Jahrhunderts wurde Quintero als Symbol unzureichender Umweltpolitik berühmt. Seit Beginn des 20. Jahrhunderts, als die Industrialisierungspolitik begann, wurden in der Zone ein thermoelektrisches Kohlekraftwerk von Chilectra (heute Enel Américas) und die Kupferhütte Fundición Ventanas von Codelco in der nahegelegenen gleichnamigen Stadt gebaut. Es handelt sich um eine Zone, die informell als Industriepark Quintero-Puchuncaví bekannt ist und unter anderem Ölindustrien, Flüssiggasterminals und chemische Industrien umfasst, was dazu geführt hat, dass die Bucht und ihre Umgebung als „Opferzone“ gelten. Mehrere Proteste gegen die allmähliche Umweltzerstörung blieben erfolglos, bis eine schwere Massenvergiftung im August 2018 die Lage der Stadt und ihrer Umgebung in Quintero Bay ins Rampenlicht rückte und Untersuchungen durch den Senat auslöste.

## Bevölkerung
Laut der Volkszählung des Nationalen Statistikinstituts von 2002 hatte Quintero 21.174 Einwohner (10.390 Männer und 10.784 Frauen). Davon lebten 18.719 (88,4 %) in städtischen Gebieten und 2455 (11,6 %) in ländlichen Gebieten. Die Bevölkerung wuchs zwischen den Volkszählungen 1992 und 2002 um 19 % (3378 Personen). Im Jahr 2017 zählte man 31.923 Personen.